# Албъкърки
Албъкърки (на английски и на испански: Albuquerque) е най-големият град в щата Ню Мексико, САЩ. На български името на града се среща понякога и с оригиналното му испанско произношение Албукерке.
Населението на града е 560 218 жители (оценка към 2015 г.). Той е окръжен център на окръг Берналило и се намира в централната част на щата. Разположен е на река Рио Гранде.

## История
Районът на града се обитава от индиански племена дълго време преди пристигането на европейските заселници през 1540 г. Албъкърки е основан през 1706 г. от Франсиско Куерво и Валдес като испански колониален преден пост. Градът се развива като фермерски град и се превръща в голям овцевъдски център. Построен е по традиционния испански стил: централен площад, заобиколен от сгради на управата, домове и църква.
През 1821 г. Мексико получава независимост и Ню Мексико, заедно с Албъкърки, става мексиканско владение. След Мексиканско-американската война, приключила през 1848 г., Ню Мексико става американски субект. След като американците окупират Ню Мексико, Албъкърки е превърнат във федерален гарнизон в периода 1846 – 1867 г. По време на Американската гражданска война градът е превзет през февруари 1862 г. от войски на Конфедерацията под ръководството на генерал Хенри Хопкинс Сибли. Когато войските му се оттеглят към Тексас, той неуспешно се опитва да спре силите на Съюза в града на 8 април 1862 г.
През 1880 г. през града е прокарана железница. Железопътната компания построява болница в града, която по-късно е преобразувана в психиатрично заведение за непълнолетно, а в днешно време е хотел. Много търговци, планинари и заселници постепенно усядат в Албъкърки и го превръщат в голям търговски център. През 1885 г. Албъкърки е инкорпориран като град, а пръв кмет става Хенри Джафа.
Към 1900 г. населението на града наброява около 8000 души. Той разполага с всички съвременни удобства, включително електрическа градска железница, свързваща старата и новата част на града (те остават отделни до 1920-те години) и кампуса на новосъздадения Университет Ню Мексико.
Сухият климат на Ню Мексико довежда много болни от туберкулоза в града в началото на 20 век. Впоследствие се появяват няколко санаториума в града, където да се полагат грижи за болните. Първите пътешественици по Път 66 пристигат в Албъкърки през 1926 г. и скоро се появяват множество мотели, ресторанти и сувенирни магазини, които да ги обслужват. Първоначално пътят минава през града в посока север-юг, но през 1937 г. е преориентиран в посока изток-запад.
Построяването на военновъздушни бази и лаборатории за ядрени изследвания през 1940-те години превръщат града в ключов играч по време на „Атомната епоха“ и Студената война. Междувременно, градът продължава да се разраства и към 1960 г. достига население от 201 189 души. Към 1990 г. цифрата е вече 384 736 души, а през 2007 г. – 518 271 души. През 2007 г. той е определен за един от най-бързо растящите градове в САЩ.
На 11 април 1950 г. бомбардировач B-29, пренасящ ядрено оръжие, се разбива в планината близо до една от военновъздушните бази на града. На 22 май 1957 г. бомбардировач B-36 по погрешка пуска водородна бомба Mk 17 без боен заряд на няколко километра от една от военновъздушните бази на града. Тези инциденти са разсекретени десетилетия по-късно.
През 1960-те и 1970-те години много от историческите сгради в центъра на града за разрушени, за да се освободи място за нови площади, паркинги и небостъргачи.

## География
Албъкърки се намира в пустинята Чихуахуа, в долина с широчина 48 km. Долината е ограничена от планината Сандия на север, малко по-ниската планина Манзано на изток и ниските, но назъбени магмени стръмни скали на юг и на запад. Рио Гранде пресича западния край на долината, а магистрала следва коритото ѝ през града на юг към границата с Тексас. Западно от Рио Гранде се намира куп от спящи вулкани. Цялата област е част от тектонската рифтова долина на Рио Гранде, поради което слабите земетресения са често явление.
По-голямата част от града се намира на хълмисти тераси, съставени от миоценов и плиоценов чакъл. Тези тераси са били образувани в продължение на хиляди години от почвата и скалите, които са се свличали от съседните планини чрез периодични наводнения. Почвата е богата на хранителни вещества, което е допринесло за развитието на селското стопанство на града.

## Население
| Етнос               | 2010 г. | 1990 г. | 1970 г. | 1950 г. |
| ------------------- | ------- | ------- | ------- | ------- |
| Бели                | 69,7%   | 78,2%   | 95,7%   | 98,0%   |
| — без бели латиноси | 42,1%   | 58,3%   | 63,3%   | -       |
| Негри               | 3,3%    | 3,0%    | 2,2%    | 1,3%    |
| Латиноси            | 46,7%   | 34,5%   | 33,1%   | -       |
| Азиатци             | 2,6%    | 1,7%    | 0,3%    | 0,1%    |

По данни от преброяването през 2010 г. в Албъкърки живеят 545 852 души, а гъстотата на населението е 1162,6 души на km2.
Расовият състав на града е: 69,7% бели (42,1% нелатиноси), 4,6% коренни индианци, 3,3% негри, 2,6% азиатци и 4,7% от други раси.
Средната възраст на населението е 35 години. На всеки 100 жени се падат 94,4 мъже. На всеки 100 жени над 18-годишна възраст се падат 91,8 мъже. Средният доход на домакинство е 38 272 долара годишно. Около 13,5% от населението живее под прага на бедност.
Мнозинството от населението изповядва християнство.
| 1880   | 1890    | 1900    | 1910    | 1920    | 1930    | 1940    |
| ------ | ------- | ------- | ------- | ------- | ------- | ------- |
| 2315   | 3785    | 6238    | 11 020  | 15 157  | 26 570  | 35 449  |
| 1950   | 1960    | 1970    | 1980    | 1990    | 2000    | 2010    |
| 96 815 | 201 189 | 244 501 | 332 920 | 384 736 | 448 607 | 545 852 |

## Климат
Климатът в града е студен полупустинен. През никой месец от годината средната температура не е под нулата. Въпреки това, поради голямата надморска височина на града, дневната температурна амплитуда може да бъде много голяма. Климатът обикновено е слънчев и сух, със средно 3415 слънчеви часа годишно. Времето е слънчево средно през 278 дни от годината, като продължителната облачност (повече от 2 – 3 дни) е рядко явление.
| Климатични данни за Албъкърки         | Климатични данни за Албъкърки | Климатични данни за Албъкърки | Климатични данни за Албъкърки | Климатични данни за Албъкърки | Климатични данни за Албъкърки | Климатични данни за Албъкърки | Климатични данни за Албъкърки | Климатични данни за Албъкърки | Климатични данни за Албъкърки | Климатични данни за Албъкърки | Климатични данни за Албъкърки | Климатични данни за Албъкърки | Климатични данни за Албъкърки |
| Месеци                                | яну.                          | фев.                          | март                          | апр.                          | май                           | юни                           | юли                           | авг.                          | сеп.                          | окт.                          | ное.                          | дек.                          | Годишно                       |
| Абсолютни максимални температури (°C) | 22                            | 26                            | 29                            | 32                            | 37                            | 42                            | 41                            | 38                            | 38                            | 33                            | 28                            | 22                            | 42                            |
| Средни максимални температури (°C)    | 8,2                           | 11,4                          | 15,8                          | 20,6                          | 26,0                          | 31,3                          | 32,3                          | 30,7                          | 27,1                          | 20,6                          | 13,2                          | 7,8                           | 20,4                          |
| Средни температури (°C)               | 2,4                           | 5,2                           | 8,9                           | 13,3                          | 18,7                          | 23,8                          | 25,7                          | 24,6                          | 20,7                          | 14,2                          | 7,2                           | 2,4                           | 14,0                          |
| Средни минимални температури (°C)     | −3,3                          | −0,9                          | 2,1                           | 6,1                           | 11,4                          | 16,4                          | 19,1                          | 18,4                          | 14,4                          | 7,8                           | 1,2                           | −3,1                          | 7,5                           |
| Абсолютни минимални температури (°C)  | −27                           | −23                           | −14                           | −11                           | −4                            | 2                             | 6                             | 8                             | −3                            | −7                            | −22                           | −27                           | −27                           |
| Средни месечни валежи (mm)            | 9,7                           | 12                            | 14                            | 15                            | 13                            | 17                            | 38                            | 40                            | 27                            | 26                            | 14                            | 13                            | 240                           |
| Средно количество слънчеви часове     | 234.2                         | 225.3                         | 270.2                         | 304.6                         | 347.4                         | 359.3                         | 335.0                         | 314.2                         | 286.7                         | 281.4                         | 233.8                         | 223.3                         | 3415                          |
| ------------------------------------- | ----------------------------- | ----------------------------- | ----------------------------- | ----------------------------- | ----------------------------- | ----------------------------- | ----------------------------- | ----------------------------- | ----------------------------- | ----------------------------- | ----------------------------- | ----------------------------- | ----------------------------- |
|                                       |                               |                               |                               |                               |                               |                               |                               |                               |                               |                               |                               |                               |                               |

## Икономика
Албъкърки се намира в центъра на технологичния коридор на Ню Мексико, като тук са концентрирани частни компании и държавни институции. Сред по-големите работодатели са военновъздушните бази и ядрените лаборатории. В градът е добре развито производството на слънчева електроенергия. Производственият сектор включва електронни компоненти, дървени изделия, машини и хранителни стоки. В началото на 1990-те години няколко високотехнологични фирми построяват заводи за производство на полупроводници в околността на града.
През 2006 г. списание Форбс определя Албъкърки като най-добрия град в САЩ за бизнес и кариера. Освен това той е нареден на седмо място сред най-добрите инженерни градове на САЩ през 2014 г.
Градът се обслужва от международно летище.

## Личности
Родени в Албъкърки
- Пола Гън Алън (1939 – 2008), поетеса
- Сидни Гутиерес (р. 1951), астронавт
- Деми Ловато (р. 1992), певица и актриса
- Уилям Нордхаус (р. 1941), икономист
- Ник Уекслър (р. 1978), актьор
- Нийл Патрик Харис (р. 1973), актьор
- Джеф Безос (р. 1964), Интернет предприемач

Починали в Албъкърки
- Фред Саберхаген (1930 – 2007), писател